# Munna kroyeri
Munna kroyeri is een pissebed uit de familie Munnidae. De wetenschappelijke naam van de soort is voor het eerst geldig gepubliceerd in 1842 door Goodsir.